# カタクイ県

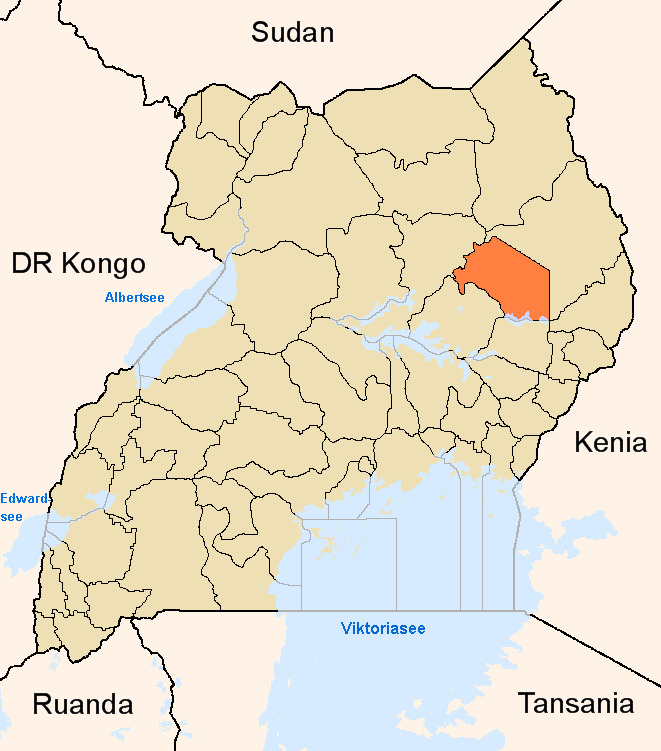
2001年から2005年のカタクイ県と県境

カタクイ県 (カタクイけん、テソ語: Katakwi distrikt, 英語: Katakwi District) はウガンダ北東部、テソ地方北東部の県。1997年3月にソロティ県の北部3郡が分割されて設置された。2005年7月に北西のカペレビョング郡と南西のアムリア郡がアムリア県に分割された。面積は 2,507 km²で、水域が 177 km²、耕地は約720km²でキャッサバ、ラッカセイ、モロコシなどが主に栽培される。ウスク郡にカタクイTCを含め9の副郡と46の教区が置かれている。2002年の国勢調査人口のうちウスク郡分は 123,215 人、2007年度の概算人口は 144,352 人。知事に相当する第5地域議会 (LC5) 議長はエコンゴット・ジョン・ロバート。

## 隣接する県
南にクミ県、東にカラモジャ地方のモロト県、ナカピリピリ県と接する。

## 脚註
1. 1 2  OVC MAPPING REPORT, KATAKWI DISTRICT LOCAL GOVERNMENT, 2007.